# Adeloneivaia marginata
Adeloneivaia marginata är en fjärilsart som beskrevs av Eugène Louis Bouvier 1923. Adeloneivaia marginata ingår i släktet Adeloneivaia och familjen påfågelsspinnare. Inga underarter finns listade i Catalogue of Life.